# Olios roeweri
Olios roeweri là một loài nhện trong họ Sparassidae.
Loài này thuộc chi Olios. Olios roeweri được Lodovico di Caporiacco miêu tả năm 1955.